# Citrullus rehmii
Citrullus rehmii är en gurkväxtart som beskrevs av B. De Winter. Citrullus rehmii ingår i släktet vattenmeloner, och familjen gurkväxter. Inga underarter finns listade i Catalogue of Life.